# Woodbridge Township (New Jersey)
Woodbridge Township település az Amerikai Egyesült Államok New Jersey államában, Middlesex megyében. Lakosainak száma 103 639 fő (2020. április 1.).

## Közlekedés
A települést érinti az Amtrak egyik távolsági vasúti járata is, a Keystone Service.

## Népesség
A település népességének változása:

| 2010 | 99 585  |
| 2020 | 103 639 |